# Rollstraße
Eine Rollstraße ist eine enge Straße, deren Zugang durch ein Drehkreuz gesperrt ist. 
Entsprechende Straßen gab es bereits in der Frühen Neuzeit. Der Sperrmechanismus, ein Pfahl mit aufgesetztem drehbaren Kreuz, wurde dabei als Rolle bezeichnet.